# Mohammad Dawood Muzammil
Mohammad Dawood Muzammil (en pachto : محمد داود مزمل), né en 1974 ou 1979 dans le district de Gereshk (en) (Afghanistan) et mort le 9 mars 2023 à Mazâr-e Charîf (Afghanistan), est un militaire et homme politique afghan, gouverneur de la province de Nangarhar de 2021 à 2022 et de la province de Balkh de 2022 à 2023. 
Figure importante de la lutte des taliban contre Daech, il meurt assassiné par ce dernier dans un attentat-suicide à son bureau.

## Origines
Mohammad Dawood Muzammil est né en 1974 ou 1979 dans le district de Gereshk (en) de la province de Helmand, au sud de l'Afghanistan. Il appartient à la tribu Noorzai (en), la plus grande tribu pachtoune du sud de l'Afghanistan,. 

## Carrière politico-militaire

### Vol Indian Airlines 814
En décembre 1999, des membres du Harakat ul-Mujahidin détourne un vol de la compagnie Indian Airlines vers Kandahar, alors capitale de facto de l'émirat islamique d'Afghanistan, afin d'obtenir la libération de plusieurs des leurs, emprisonnés en Inde. Mohammad Dawood Muzammil joue alors un rôle décisif dans les négociations entre les pirates de l'air et les autorités indiennes, qui aboutissent à la libération de tous les otages encore en vie et de trois prisonniers (Ahmed Omar Saïd Cheikh, Masood Azhar (en) et Mushtaq Ahmed Zargar (en)). 

### Guerre d'Afghanistan
Au début des années 2000, il est blessé lors d'un affrontement avec les troupes du général Dostum dans le nord de l'Afghanistan. Capturé, il est envoyé à la prison de Sheberghan (en), dont il parvient à s'évader au bout de six mois. Par la suite, il participe aux combats contre les forces d'occupation américaines dans le sud de la province de Helmand sous la direction du mollah Akhtar Mohammad Osmani,.
Au début des années 2010, il est l'adjoint du gouverneur de l'ombre (chef de l'administration parallèle des talibans) de la province de Helmand, Abdul Manan Akhund,,. C'est d'ailleurs en cette qualité qu'il intervient dans le film documentaire de Mohsen Eslamzadeh (en), Alone Among the Taliban (fa), réalisé en 2014 et sorti en 2015. 
En 2017, il est le gouverneur de l'ombre de la province de Farah mais réside en réalité en Iran selon une source des renseignements afghans restée anonyme. D'après le porte-parole du ministère afghan de la Défense (en), Mohammad Radmanesh, il est alors en froid avec la Choura de Quetta et chercherait avec d'autres dignitaires taliban (Ibrahim Sadr (en), Mohammad Zazaï) à créer une direction du mouvement alternative. À l'inverse, selon les États-Unis, c'est lui qui préside, à cette époque, la commission militaire des taliban à Quetta. Néanmoins, d'après sa biographie posthume, publiée par les taliban, il en est seulement le vice-président.   
Toujours selon sa biographie officielle, il est à l'origine de la tentative des talibans (en) de s'emparer de la ville de Farah en mai 2018 et de leur tentative de s'emparer de la ville de Ghazni en août de la même année.   
Réputé hostile au Pakistan et proche de l'Iran à l'instar d'autres dignitaires taliban (Ibrahim Sadr, Abdul Qayyum Zakir (en), Hafiz Abdul Majid, Abdul Aziz Zamani, Abdullah Samad Farouqi, Abdul Rahim Manan), son nom figure sur une liste de sanctions publiée par le centre de ciblage du financement du terrorisme (ar) le 23 octobre 2018,.
Selon le Conseil de sécurité des Nations unies, il est nommé gouverneur de l'ombre de la province de Kandahar en janvier 2021. 
Selon sa biographie officielle, il commande les opérations dans la province de Helmand lors de l'offensive victorieuse des talibans de 2021.

### Conflit entre l'État islamique et les talibans
Il combat initialement l'État islamique (EI) dans le nord de la province de Helmand,. Après la percée de l'EI dans la province de Nangarhar en 2015, il est envoyé sur place pour le combattre, avec un certain succès.   
Le 20 septembre 2021, soit un mois après la chute de Kaboul et la restauration de l'émirat islamique d'Afghanistan, il est nommé chef de l'organisation de la zone orientale et gouverneur de Nangarhar. À ce titre, il est à nouveau chargé de la lutte contre l'EI dans la province,,. Il affirme que l'amnistie décrétée par le commandeur des croyants Haibatullah Akhundzada à l'égard des fonctionnaires de la république islamique d'Afghanistan peut aussi s'appliquer aux membres de l'EI qui déposent les armes.

#### Assassinat
Le 6 octobre 2022, il est nommé gouverneur de la province de Balkh. Sa cérémonie d'investiture a lieu le 12 octobre suivant. En tant que gouverneur de cette nouvelle province, l'un des plus importants dossiers qu'il a à gérer est celui de la construction du canal Qosh Tepa. La veille de son assassinat, il reçoit le vice-Premier ministre chargé des affaires économiques, Abdul Ghani Baradar, le vice-Premier Ministre chargé des affaires administratives, Abdul Salam Hanafi (en), le ministre des Communications, Najibullah Haqqani (en), le vice-ministre de l'Intérieur, Ibrahim Sadr (en), le vice-ministre de la Santé, Eshaq Akhunzada (en), pour une visite du chantier,.  
Le 9 mars 2023, alors qu'il tient une réunion administrative dans son bureau de Mazâr-e Charîf, la capitale provinciale, un intrus parvient à entrer à l'intérieur et à s'y faire exploser,. Mohammad Dawood Muzammil et deux civils sont tués dans l'attentat, tandis que quatre autres individus (trois militaires et un civil) sont blessés. L'attentat est revendiqué le soir même par l'État islamique,.  
Mohammad Dawood Muzammil est, à l'époque, le plus haut responsable des talibans tué depuis leur retour au pouvoir en 2021. Il le reste jusqu'à l'assassinat du ministre Khalil Haqqani, dans les mêmes circonstances, en 2024,. Amaq, l'agence de presse semi-officielle de l'État islamique, souligne l'importance de Muzammil dans son communiqué de revendication : « Le commandant tué est [...] l’un des dirigeants les plus en vue [...] de la milice. Il occupait auparavant le poste de « gouverneur de la province de Nangarhar » et était à l'époque impliqué dans la conduite de la guerre militaire contre les combattants de l’État islamique et leurs familles, en conjonction avec la campagne aérienne américaine contre eux ».
Mohammad Dawood Muzammil est enterré dans son district natal de Gereshk (en), en face de la madrassa qui porte son nom. 
Le 26 mars 2023, la direction générale du renseignement (en) annonce l'arrestation, dans la province de Faryab, de tous les membres de l'EI impliqués dans l'assassinat de Muzammil,. Elle informe également de la nationalité tadjike de l'auteur des faits,.   
Le 2 avril 2023, la direction générale du renseignement publie une vidéo d'un certain Aynuddin, qui reconnaît son implication dans l'assassinat de Muzammil et d'autres attentats,.

### Conflit du Panchir
En tant que chef de l'organisation de la zone orientale de septembre 2021 à février 2022, il est également impliqué dans le conflit du Panchir et la conquête de cette région par les talibans,,.  